# Nozeroy
Nozeroy je naselje in občina v vzhodnem francoskem departmaju Jura regije Franche-Comté. Leta 2012 je naselje imelo 412 prebivalcev.

## Geografija
Kraj leži v pokrajini Franche-Comté 70 km južno od Besançona.

## Uprava
Nozeroy je sedež istoimenskega kantona, v katerega so poleg njegove vključene še občine Arsure-Arsurette, Bief-du-Fourg, Billecul, Censeau, Charency, Cerniébaud, Communailles-en-Montagne, Conte, Cuvier, Doye, Esserval-Combe, Esserval-Tartre, La Favière, Fraroz, Gillois, La Latette, Longcochon, Mièges, Mignovillard, Molpré, Mournans-Charbonny, Onglières, Plénise, Plénisette in Rix s 3.210 prebivalci.
Kanton Nozeroy je sestavni del okrožja Lons-le-Saunier.

## Zanimivosti
- ruševine srednjeveškega gradu, ostanki nekdanjega obzidja, urni stolp,
- kolegial sv. Antona.